# 神經纖維瘤病
神經纖維瘤病（neurofibromatosis，NF）是一种由基因缺陷导致神经嵴细胞发育异常的常染色体显性遗传病，可并发多系统损害。此病有三種類型，其腫瘤均於神經系統內生長，它們分別是神經纖維瘤I型（NF1），神經纖維瘤II型（NF2）和神經鞘瘤。NF1最常見，又称週邊神經型，包括皮膚上的淺褐色斑點、腋窩和腹股溝有斑、神經內有小腫塊、骨骼病變或脊柱側彎。NF2又称中樞神經型，可能存有聽力損失、早衰性白內障、平衡問題、肉色皮瓣、肌肉萎縮、前庭神經鞘瘤、多發性腦膜瘤、脊椎神經腫瘤等。。這種腫瘤通常是非癌性的。
本病是由癌基因的突變所導致。在一半的情況下，這些遺傳自父母，另一半則由父母精子或卵子突變而成，不同突變導致不同的神經纖維瘤型號。這些腫瘤突變影響到神經系統中的神經膠質細胞而沒有影響到神经细胞本身。在NF1中，腫瘤是神經纖維瘤（周邊神經腫瘤），而在NF2和神經鞘瘤中，許旺細胞的腫瘤更常見。診斷通常基於徵象和症狀，偶爾也會透過基因檢測來獲得支持。
沒有已知的預防或治愈方法。可以進行手術以除去導致問題或已經癌變的腫瘤。如果發生癌症，也可以使用放射治療和化療治療。人工耳蝸植入聽覺腦幹可以幫助一些有聽力受損的人。
在美國，每3,500人中有1人擁有NF1,每25,000人中有1人擁有NF2。男性和女性同樣都會受到影響。在NF1中，症狀通常在出生時出現，或是在10歲之前就會出現。雖然病情通常會隨著時間的推移而惡化，但大多數患有NF1的人的壽命正常。在NF2中，症狀可能直到成年早期才會出現。NF2會增加提早死亡的風險。這種情況的描述早在1世紀就已發生過了。

## 征候與症狀

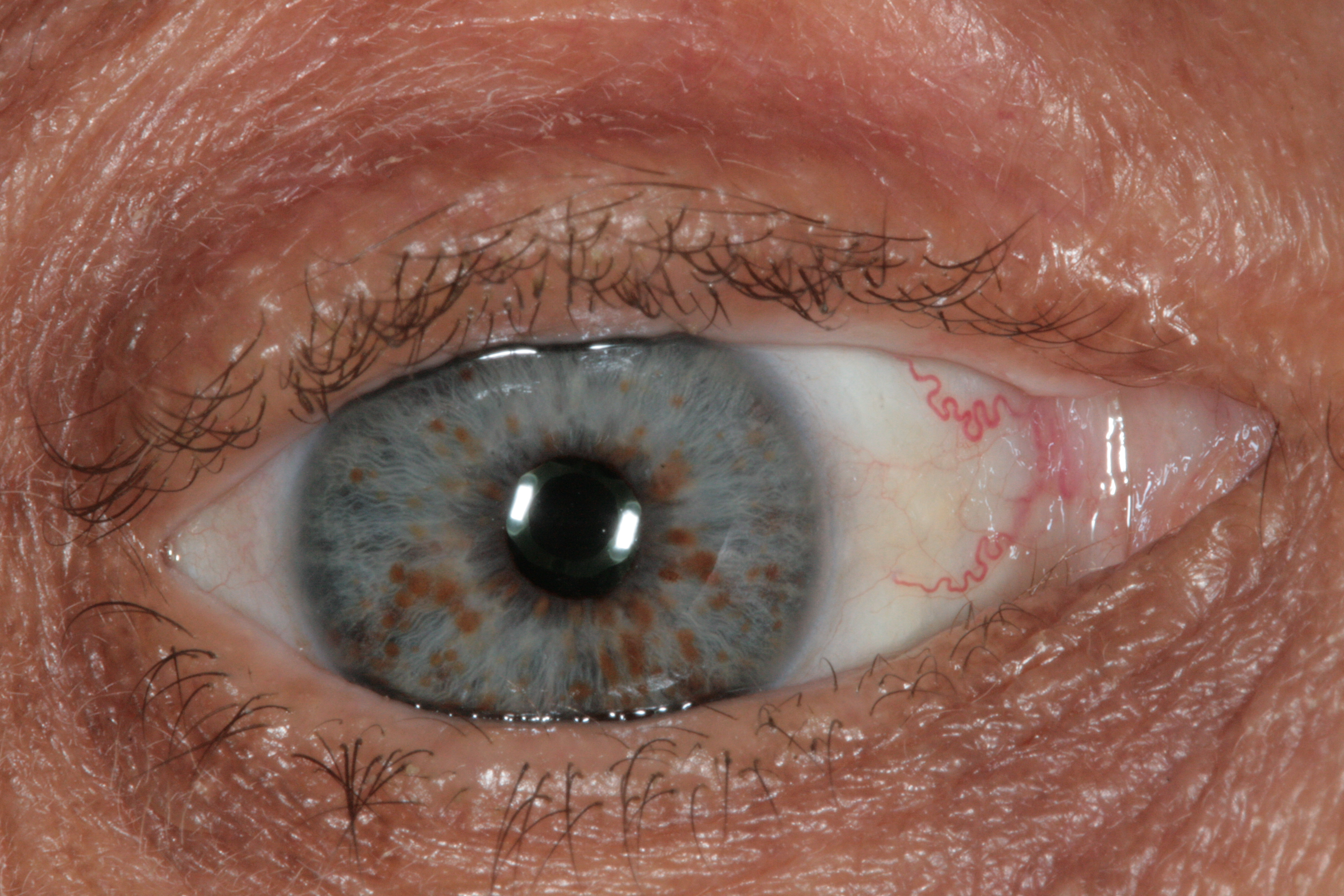
在NF1病患虹膜看到的利施结节

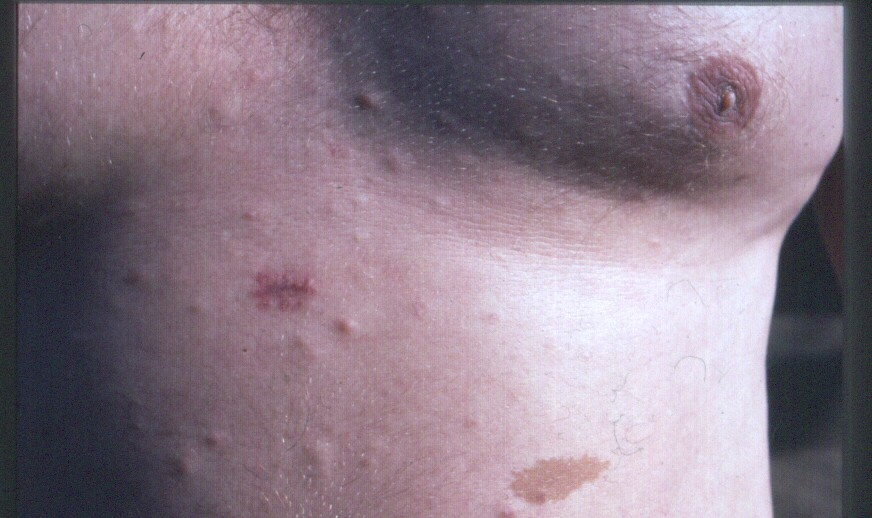
皮膚上有多個小神經纖維瘤的人和“咖啡斑”（照片底部，中間右側）。已經對其中一個病變進行了活組織檢查。

神經纖維瘤（NF1）早期可能導致學習和行為問題-大約60％的患有NF1的兒童在學校中有輕微的困難。個人可能具有的体征如下：
- 六個或更多淺棕色皮膚斑點（“牛奶咖啡斑”）
- 至少兩個神經纖維瘤（周围神经多发性神经纤维瘤）
- 虹膜至少有兩個赘生物
- 脊柱異常生長（脊柱側彎）
- 虹膜错构瘤
- 嗜铬细胞瘤

## 導因
神經纖維瘤是一種體染色體顯性異常遺傳病，這意味著該病症只需要一個受影響基因的複製即可。如果父母一方患有神經纖維瘤，他或她的孩子也有50％的機會患上神經纖維瘤。父母的病情嚴重程度不影響孩子;即使是從患有嚴重疾病的父母遺傳的，受影響的孩子可能只有輕微的NF1。神經纖維瘤病的類型是：
- 神經纖維瘤第一型是由17號染色體突變所致[8]，其中神經組織生長可能是良性的腫瘤（神經纖維瘤）可能通過壓迫神經和其他組織而導致嚴重損傷[9]。

- 神經纖維瘤病第二型是由22號染色體上的NF2肿瘤抑制基因突變所致[8]，其中雙側聽神經瘤（前庭耳蝸神經或第八對腦神經，也稱為神經鞘瘤）發展，常常導致聽力喪失[10]。

- 神經鞘瘤病是由22號染色體上的數種突變所致[8]，在脊髓和周圍神經上出現疼痛的神經鞘瘤[11]。

## 病理生理學
神經纖維瘤（1型）的病理生理學由NF1基因蛋白組成。該蛋白質是腫瘤抑制因子，因此可作為細胞增殖和分化的信號調節因子。神經纖維瘤的功能障礙可以影響調節，並導致不受控制的細胞增殖。神經纖維瘤中的許旺細胞在NF1等位基因中具有突變。

## 診斷
神經纖維瘤被認為是網狀活化系統病變和神經皮膚綜合症（斑痣性錯構瘤病）之一。神經纖維瘤的診斷通過以下方式進行：
- X光片
- 核磁共振或電腦斷層掃描
- 腦波
- 裂隙燈檢查
- 基因檢測
- 組織學

### 鑑別診斷
可能與NF混淆的條件包括：
- LEOPARD綜合症（英语：Noonan syndrome with multiple lentigines）[16]
- 雷吉士症候群（英语：Legius syndrome）[17]
- 變形桿菌綜合症（英语：Proteus syndrome）[18]
- 脂瘤性巨體發育異常（英语：Macrodystrophia lipomatosa）
- 先天性靜脈畸形骨肥大症候群（英语：Klippel–Trénaunay syndrome）
- 斯特奇-韋伯綜合症（英语：Parkes Weber syndrome）

## 治療
手術切除腫瘤是其中一種選擇，但首先應評估所涉及的風險。關於OPG（視神經通路膠質瘤），優選的治療是化療。但是，對於出現這種疾病的兒童，不建議進行放射性治療。建議早年被診斷為NF1的兒童每年要接受一次檢查，這樣可以監測任何與該疾病相關的潛在生長或變化。

## 預後
在大多數情況下，NF1的症狀是輕微的，且個體過著正常和有生產力的生活。然而，在某些情況下，NF1可能會嚴重衰弱，並可能導致外觀和心理問題。NF2的過程在個體之間差異很大。在某些NF2病例中，對附近重要結構（如其他顱神經和腦幹）的損害可能會危及生命。大多數患有神經鞘瘤病的人都有明顯的疼痛。在某些極端情況下，疼痛會很嚴重並且致殘障。

## 流行病學
NF1發生在3000個人中的1個，並且在男性和女性中同樣普遍。它是最常見的遺傳性神經系統疾病之一。與普通人相比，受影響的人的預期壽命減少了10至15年。

## 延伸閱讀
- Upadhyaya, Meena; Cooper, David. . Springer Science & Business Media. 29 January 2013  [2019-07-01]. ISBN 9783642328640. （原始内容存档于2016-04-23）.

## 外部連結
- National Institute of Neurological Disorders and Stroke - information on Neurofibromatosis
- 香港神經纖維瘤協會 （页面存档备份，存于）
- 台灣神經纖維瘤協會 （页面存档备份，存于）